# Monte Buchsbaum
Pour les articles homonymes, voir Buchsbaum.
Monte S. Buchsbaum est un professeur émérite de psychiatrie et radiologie médicale à l'Université de Californie à San Diego,. De 1979 à 2019, il a également été le rédacteur en chef de Psychiatry Research (en).

## Recherches
Monte Buchsbaum se spécialise dans l'utilisation de la technologie de l'imagerie cérébrale pour l'étude de l'activité et du fonctionnement du cerveau. Ses recherches lui ont valu d'être appelé comme témoin expert lors de procès criminels.
Il s'est intéressé en 2015 aux traumatismes cérébraux et au suivi par imagerie cérébrale de tomographie par émission de positons des vétérans de guerre.
Monte S. Buchsbaum publie des articles dans le domaine de la psychiatrie, notamment de la schizophrénie. 